# Собор Святих Петра і Павла (Луцьк)
Собор Святих Апостолів Петра і Павла, або Кафедральний костел Святих Апостолів Петра і Павла — пам'ятка архітектури національного значення, яка розташовується в історико-культурному заповіднику «Старий Луцьк» на вулиці Кафедральній у Луцьку. Костел і колегіум належали ордену єзуїтів і були збудовані для його потреб. Сьогодні колегіум використовують як навчальний заклад, а костел є кафедральним собором Луцької дієцезії.

## Історія побудови

### Початки

Емблема ордену

Орден єзуїтів з'явився в Луцьку на початку XVII століття. У 1604 році єпископ Марцін Шишковський виступив ініціатором та фундатором заснування єзуїтського колегіуму. Цього ж року відкрили місійний дім, де почали діяти безкоштовні публічні школи. У 1607 році були виділені маєтності для майбутнього колегіуму, а вже у 1608 місійна школа була реорганізована в колегіум. Згодом у 1609 р. король Сигізмунд ІІІ надав привілей на закуп «пляцу» для костелу і нового великого колегіуму, а ще через рік єпископ Павел Волуцький виділив значну суму коштів для будівництва. Паралельно з цим архітектор М. Гінтцом розробив проект будівництва, який пізніше, імовірно, доповнив і дещо переробив архітектор Джакомо Бріано. Саме за його участю 16 липня 1616 р. відбулося закладання наріжного каменю підмурків костелу. Єпископ Павел Волуцький освятив фундаменти майбутнього костелу.

### Будівництво костелу та колегіуму

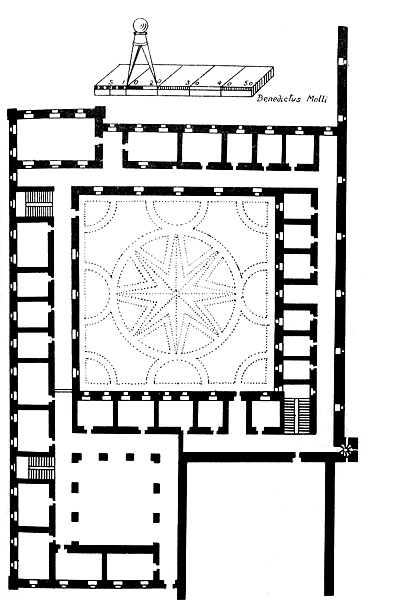
Проект Бенедикта Моллі

Костел єзуїтів почали будувати на місці В'їзної вежі Луцького замку так, щоб він замінив собою ділянку стіни замку, а головний фасад костелу опинився біля в'їзних воріт. Після закладання першого каменю упродовж двох років 1616—1617 нагляд за будівництвом здійснював Джакомо Бріано. Те саме було і в 1619—1620 роках. У 1627 р. будівництво велося вже під наглядом архітектора Мацея Мая (Маїка). Склепіння костелу заклали у 1630 році та через 7 років завершили купол. Посвята на честь святих Петра і Павла відбулася у 1639 році. Планування костелу було хрестово-купольним на основі вписаного у квадрат грецького хреста. Цим самим костел був яскравим прикладом архітектури ренесансу.
Проектуванням колегіуму займався інший архітектор — Бенедетто (Бенедикт) Моллі. У 1640 році в колегіумі, який ще не мав того великого планованого приміщення, вже працювало 30 єзуїтів. У 1646 р. проект був завершений. Але з певних причин у той час колегіум не був збудований. Його звели за іншим проектом, який частково увібрав у себе попередній.
Окрім духівництва, покровителями Луцького конвенту єзуїтів була волинська шляхта та магнати. Крім того, до цієї справи долучалися й прості міщани. Загалом у період із 1610—1657 рокуними було виділено близько 40 000 злотих, два плаци в Окольному замку, маєтки та інші землі. Також були й іншого роду пожертви. Так, у 1641 році було пожертвувано 2000 злотих на заупокійні служби старості луцькому Геронімові Харлінському та його батькові — каштелянові брацлавському Янові Харлинському.

## Історія ордену в місті

### Заснування братства милосердя

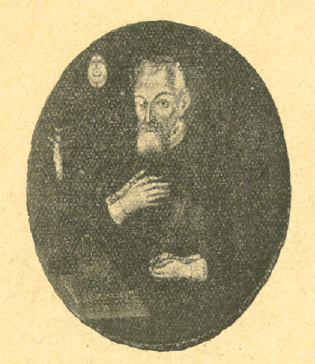
Балтазар Тишка, канонік луцький

Канонік луцький Балтазар Тишка, який займався у місті благодійницькою діяльністю, посприяв створенню при костелі єзуїтів братства милосердя. У 1640 році він записав для братства маєтки Довга Воля, Половле та Витягів. Із прибутків на користь діяльності братства мала йти 1000 злотих щороку. Крім того, Балтазар Тишка придбав у Яна Харленського щорічний чинш у розмірі 250 злотих на суму 3300 злотих, які були забезпечені деякими маєтками міста і замком Новий Острів. Також братству надавалися інші маєтки та грошові суми. Зокрема, від пана Олександра Красинського єзуїтам були передані села Рикані і Тополя. Діяльність братства була благочинною і зосереджувалася навколо догляду за хворими та бідними у шпиталях.

### Навчання в колегіумі
Колегіум і Студії граматичні й риторичні діяли у 1608—1611 роках під ректорством Обріціуса. Першим магістром був Станіслав Вуєк. Спочатку, поки велике приміщення для колегіуму тільки проектувалося, він містився у будинку біля дзвіниці, відданий для навчання єпископом Шишковським. На початках у колегіумі навчалося 150 учнів, у пізніші часи їх кількість сягала більше 300. Навчання було безкоштовним, а викладання на високому рівні, тому до Луцька приїжджали вчитися зі Львова, Острога та Києва. Курс моральної теології для студентів ввели у 1615 році. Філософію — з 1636. Викладали також фехтування, танці, мови. Також діяв театр, для чого була відведена окрема театральна зала у приміщенні колегіуму. Викладання філософії припинили у 1638 і поновили аж у 1688. Математику і фізику викладали у 1692—1695, а згодом відновили у 1753. У 1762 році навчання доповнили курсом етики та вищим курсом філософії.
Луцький єзуїтський колегіум був одним із найзаможніших на Волині. Тут зокрема вчився Казимир Флоріан Чорторийський, який згодом став примасом.

### Конфлікти з православними
Відносини луцьких єзуїтів із членами Луцького братства були складними, напруженими і подекуди виливалися в бійки та позови до суду. У 1620—1630х роках відбулося кілька сутичок між братчиками та учнями колегіуму. Так, відомі події за участю від десятка до двох сотень осіб у 1627 та 1634 роках. Напади єзуїтів на братських монахів та учнів братської школи мали місце у 1627—1628 та 1639 роках. У 1627 році пан Войтех Хелповський намагався втопити у річці Стир братського монаха Серапіона. А жебрака пана Лук'яна Пінського, який жив у братському монастирі, студенти колегіуму забили на смерть.

### Перебудова після пожежі

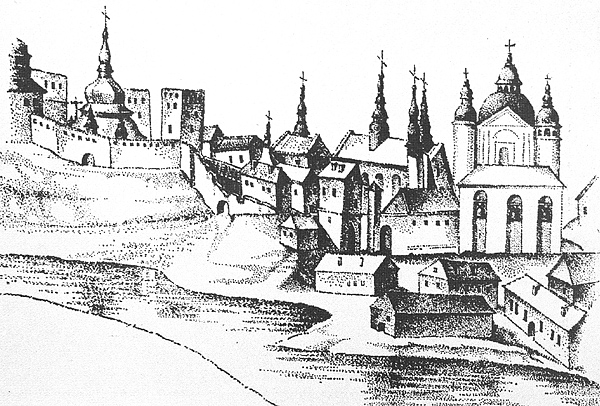
Справа — перебудований костел. Середина XVIII ст. Ікона Св. Ігнатія

У 1648 р. внаслідок національно-визвольної боротьби під проводом Хмельницького Луцьк зазнав нападу козаків. Костели міста були розграбовані, майно понищене. Єзуїти були змушені покинути костел. Вернулися вони сюди у 1667 р. і дали нове життя комплексу. Відновилися школи, театр.
14 червня 1724 р. сталася величезна пожежа, яка дуже пошкодила костел і колегіум. Упродовж наступних років аж до 1730 р. велася докорінна відбудова за участю архітектора-єзуїта Павла Гіжицького. Після цього храм набув зовсім іншого вигляду. Щоб зберегти ослаблені пожежею стіни, її оббудували галереями і нартексом із музичними хорами; встановили дві зовнішні вежі. Костел набув класицистичного вигляду. Аналогічно відбудовувався костел єзуїтів у Любліні. Перебудований костел був зображений на іконі Святого Ігнатія середини XVIII століття, яка імовірно, писалася для тринітарського костелу Луцька.

### Касація ордену
У 1773 р. Папа Климент XIV видав бреве, де зазначалося, що орден єзуїтів скасовується. Луцький костельний комплекс із колегіумом внаслідок цього передали Народній комісії освіти. У візитаційному звіті комісії, виконаному Адамом Якукевичем, подано опис костелу та колегіуму. Два крила колегіуму на той час мали по три поверхи, а третє — два. Між крилами знаходився мурований дистиляторій з вежею і годинником. На першому поверсі було 10 кімнат, 2 з яких займала аптека, також кухня, трапезна, комора, пекарня, велика простора зала, 6 навчальних класів, 2 комори для дров, ораторій. На другому поверсі містилася театральна зала, бібліотека, 18 кімнат для життя. На третьому — 13 кімнат. Також до приміщення належали пивоварня, флігель для підмайстрів, конюшні, амбар, брама. У 1780 р. комплекс будов знову зазнав пожежі. Частково постраждала бібліотека та навчальні прилади з фізики й математики. Протягом семи наступних років відбудова велася за участю трьох архітекторів: Соболевського М., Умінського Ю. та Гродзицького Ф..
Після касації ордену в 1773 році викладачі луцького єзуїтського колегіуму стали викладати в інших школах міста. А також у вищій школі академічного типу, яка була організована Народною комісією освіти частково у приміщеннях обгорілої кафедри Святої Трійці, а частково у колишньому колегіумі.

## Кафедральна історія
Поряд із Петропавлівським костелом єзуїтів знаходився собор Святої Трійці, який згорів 1781 р. і не надавався до відновлення. Тому вже у 1787 р. кафедру переносять до колишнього костелу єзуїтів і перейменовують його також на кафедральний костел Святої Трійці. Капітула з дієцезіальною канцелярією зайняли частину колегіуму. Після Третього поділу Польщі із входженням Волині до складу Російської імперії Свято-Троїцький костел Луцька став центром об'єднаних Луцького та Житомирського єпископств. Єпископом тоді став Каспер Цецішовський. Він зокрема опікувався волинським шкільництвом. У 1803 р. в місті єпископ Каспер Цецішовський зібрав усе духовенство Луцько-Житомирської дієцезії з метою відкриття та утримання шкіл Волинської, Подільської та Київської губерній. Було вирішено, що духовні громади та особи мають матеріально підтримувати діяльність шкіл та відкриття нових. У середині XIX століття російська влада активно боролася проти католицизму на Волині, внаслідок чого було закрито дуже багато монастирів та костелів. В Луцьку були скасовані, або відібрані тим чи іншим способом усі католицькі монастирі й костели, окрім кафедрального. Після касації багато цінних речей, ікон, книг, церковного начиння було перенесено до кафедри. Так, після скасування луцького домініканського пріорату до кафедри серед інших речей було перенесено короновану ікону Луцької Богоматері, привезену з Риму до Луцька ще наприкінці XVI століття. У 1876 році більшої частини колегіумної бібліотеки вже не було. З якоїсь причини вона була вивезена до Житомира.
Луцька дієцезія була відновлена у 1925 р. Папою Пієм XI. За рік до того в костелі сталася пожежа, яка поглинула Великий вівтар, в тому числі короновану ікону з домініканського монастиря. Також була знищена ікона Святої Трійці художника Кунітцера. Через рік був споруджений новий Великий вівтар. У 1936 році фондом Леона Райнеля костелові було подаровано серію рельєфів «Хресна дорога» скульпторки Софії Тшцінської-Камінської. Після Другої світової війни, коли Волинь була уже у складі СРСР, радянська влада закриває кафедру. Це сталося у 1946 році. Підземелля костелу використовували для зберігання овочів, а саме приміщення використовували під контору, майстерні, житло. У 1955 р. відбувалася реконструкція колегіуму. У сімдесяті роки велися роботи для пристосування костелу під музей і вже грудні 1980 р. в колишньому костелі було відкрито Обласний музей атеїзму. В 1982 році був розібраний Великий вівтар із позолоченими скульптурами та мармуровими сходами; пресвітерій був перероблений для розміщення величезної експозиції «Космос», був знищений синій дашок з позолоченими зірками над амвоном.
Після багатолітньої перерви 27 вересня 1990 р. відбулася перша римо-католицька служба. В наступні роки костел реставрували та відновили за призначенням. У травні 1998 р. луцький єпископ Маркіян Трофим'як зайняв кафедру у костелі Петра і Павла. У 1999 р. був привезений із Німеччини та встановлений орган, побудований у 1953 році органобудівниками Генріхом Рохльфінгом та Маттхайсом Крайнбрінком з міста Оснабрюк на одній з найдавніших органних фірм.

## Архітектура собору[16]

### Екстер'єр
Серед східних єзуїтських територій луцький костел є найбільшим. Висота від підлоги до верхньої частини хреста на центральному куполі становить 42.05 м. Підвали же заглиблені ще на 6 м. Внаслідок частих пожеж та змін епох вигляд костелу змінювався. Так, спочатку архітектура була ренесансною, потім частково бароковою і класицистичною. Зараз костел має суміші різних стилів. Загалом храм є тринавною хрестовокупольною базилікою на основі грецького хреста з обхідними галереями та двома вежами на кутах головного фасаду.

#### Головний фасад та яруси костелу

План

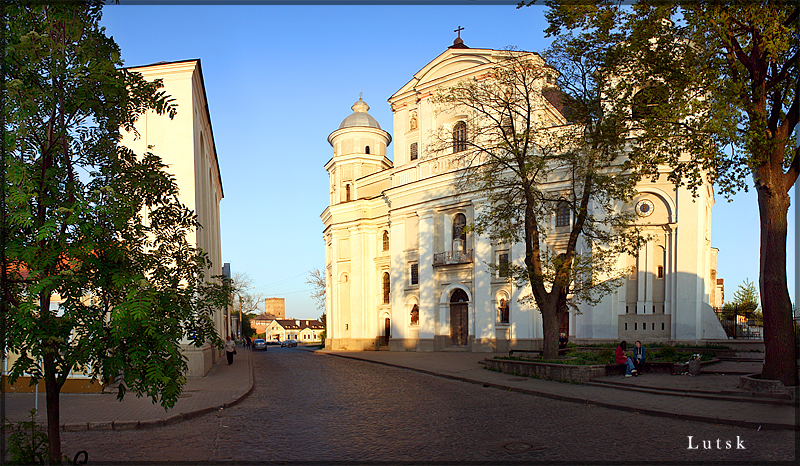
Головний Фасад

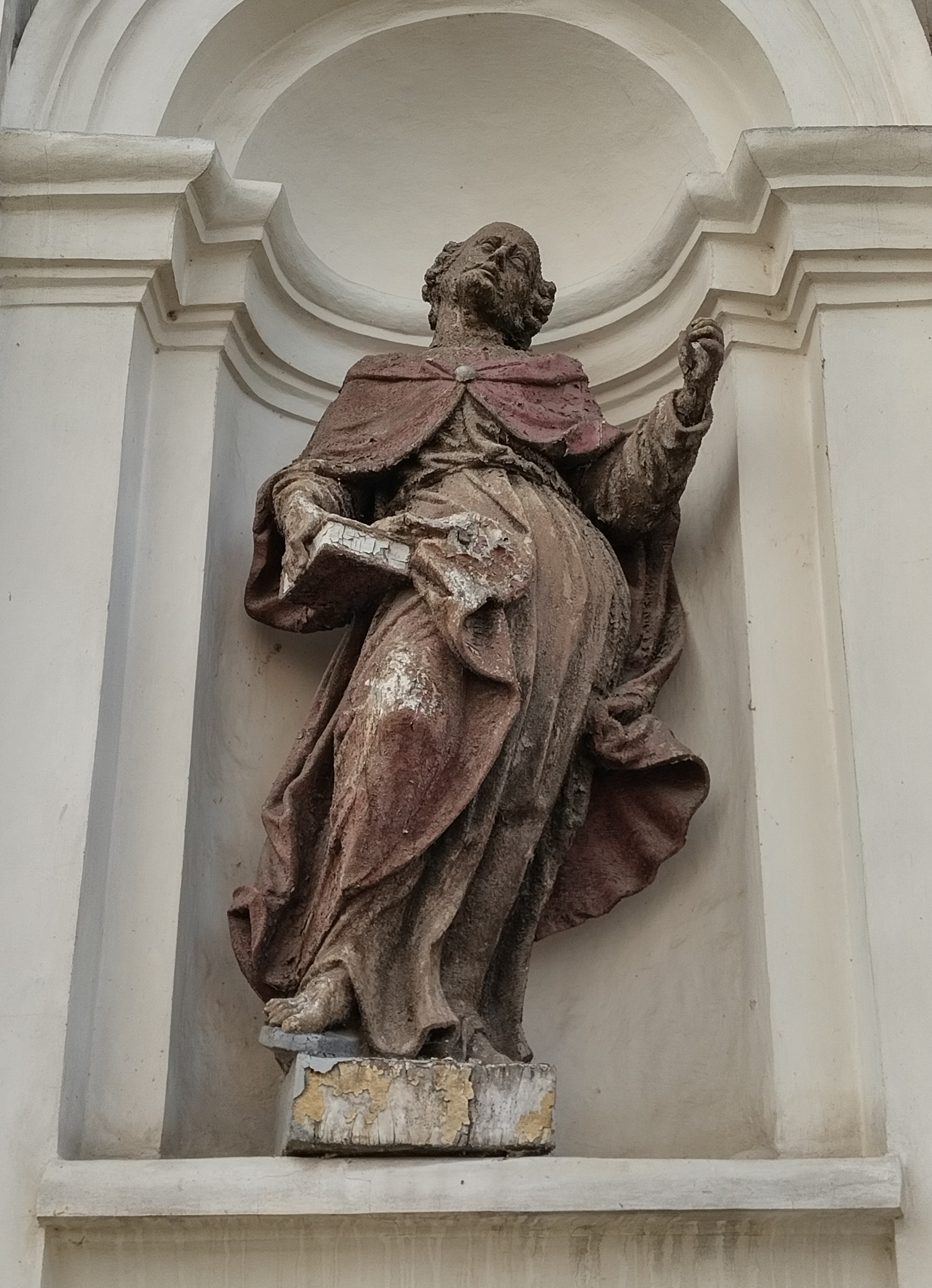
Святий Петро

В цілому просторова композиція костелу триярусна. Нижній двоповерховий ярус формують бічні нави, обхідні галереї з баштами та приміщення з обох боків пресбітерію. Основною декоративною системою нижнього ярусу є пілястровий тосканський ордер. Пілястри розміщені обабіч головного входу, на кутах виступу середньої нави і на кутах обох башт. В плані ступінчасті, що підсилює вертикальність композиції. Поля між пілястрами розчленовані на під'яруси. Так, наприклад, в межах середньої нави по центру фасаду це зроблено шляхом оформлення дверей, балконом, прорізом між ними, а з боків — трьома під'ярусами ніш різного профілю. Центральні двері і верхні вікна над бічними входами належать до типу оформлення, який започаткував італійський архітектор Відродження Якопо Сансовіно. Нижній ярус завершується карнизом, який повторює в плані основні злами стіни. Середній ярус утворюється трансептом та середньою навою. У середньому ярусі для декору вжито іонічний ордер, різний для стіни й башт. Верхній ярус утворюється куполами над середньою навою та баштами, які увінчані католицькими символами та хрестами.
Головний фасад є найбагатшим за композиційною грою об'ємів, площин і кількістю осей.
Вежі костелу мають різну форму — західна чотирикутна, а східна восьмикутна. Це є одна із загадок храму, оскільки таке розділення форм не відображає якогось функціонального чи архітектурного призначення. Головний фасад прикрашають 5 скульптур. Тут також містяться дошки з латинськими написами.

#### Скульптури

Святий Павло

Центральною є скульптура Божої Матері, яка стоїть на земній кулі та бореться зі змієм. Композиція вирізняється великою експресивністю: у напруженій боротьбі голова на могутній шиї відкинута догори вправо, що підкреслюється відкинутим убік волоссям та руками. Загалом напруга постаті спрямована на ноги, де права нога відкидає змію убік, а ліва притискає її голову до землі. Енергійну динаміку підкреслюють ламані складки синього кольору. На нижньому ярусі обабіч входів розміщено скульптури Петра і Павла. Виконані вони різними авторами. Особливою майстерністю відзначається скульптура Петра. Інші дві скульптури розміщені вгорі під фронтоном. Кого вони зображають, невідомо.

#### Бічні фасади костелу
Північно-східний фасад повернутий у внутрішній простір колишнього Окольного замку, збереженого лише частково. Одразу за баштою видно місце, яке випадає з архітектурного ритму цього фасаду. Тут колись було прибудоване приміщення школи з внутрішнім двориком; сліди також є на колегіумі, який розташований одразу поза костелом. Декор фасаду доволі багатий. Особливо виділяються башта, арки, які спираються на колони, вікна другого ярусу, центральний купол. Південно-західний фасад простіший, оскільки він знаходиться на місці дерев'яних укріплень Окольного замку, а отже має оборонне призначення. На цьому фасаді у нижній частині є бійниці. Асиметрія цих обох фасадів акцентує погляд на вхідну частину храму.

#### Колегіум

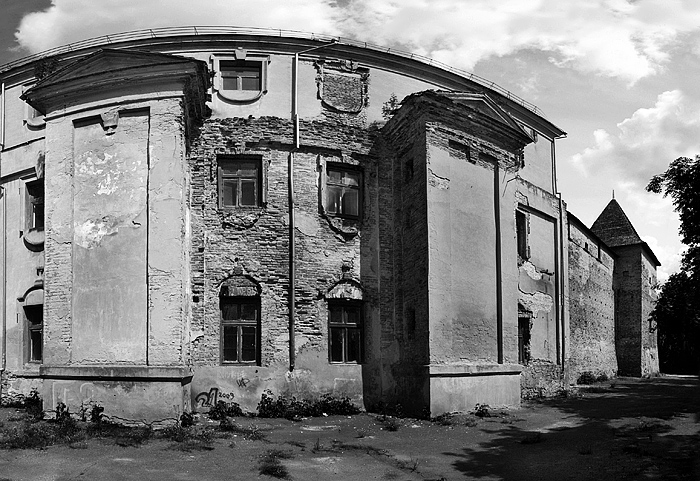
Колегіум і вежа Чорторийських

Колегіум знаходиться за костелом. Триповерховий. Особливо виділяється південно-західний фасад. Нижні два поверхи прикрашені арками з імпостами та архівольтами. Зі стіни виступають 5 масивних ризалітів з карнизами, трикутним фронтонами та старовинною черепицею на дашках. Одразу за цим фасадом на південь розташована оборонна вежа князів Чорторийських Окольного замку із залишком стіни, які датуються XVI ст.
Колегіум має П-подібний коридор, який розташовується по зовнішньому контуру будинку. Усі кімнати вікнами орієнтовані у внутрішній двір. Сходові клітки розташовані у внутрішніх кутах будинку.

### Інтер'єр та пам'ятки мистецтва

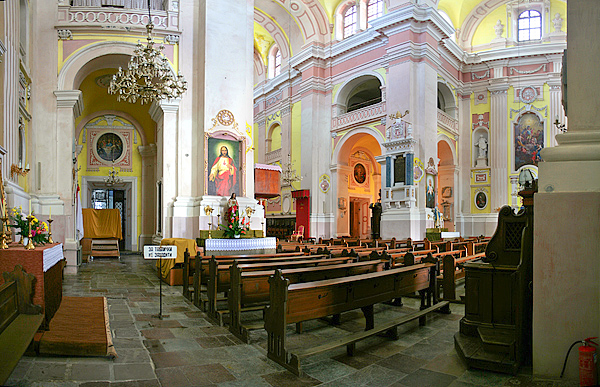
Інтер'єр

Інтер'єр костелу багатий розмаїтістю мистецьких творів. Тут можна бачити живописні полотна, епітафії, меморіальні дошки, старовинні меблі, розписи стін, скульптури, барельєфи, монограми, печатки, архітектурний декор. Багато робіт є неопізнаними. Мистецькі твори походять як від часів єзуїтської історії храму, так і пізнішої.

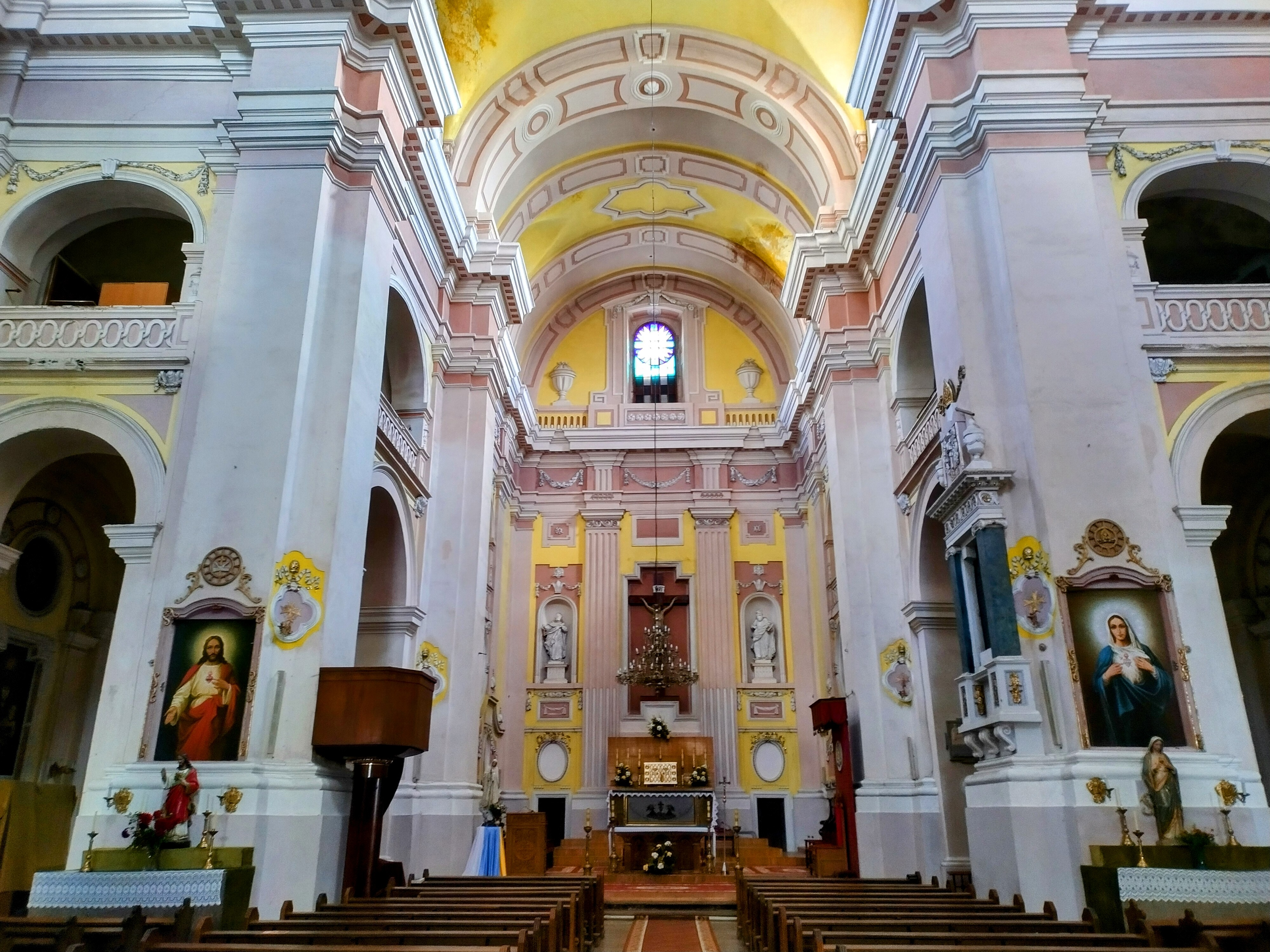
Головний вівтар

#### Вівтарі
У костелі міститься по три вівтарі в бічних навах:
- Бичуваного Христа
- Вознесіння Богоматері
- Летичівської Богоматері
- св. Марії Магдалини
- св. Архангела Михаїла
- Ісуса Милосердного

А також:
- Великий вівтар
- вівтар каплиці Пресвятих Тайн

На Великому вівтарі розташовані кам'яні скульптури Петра і Павла XVIII ст. Другий вівтар (на плані позначений ІІ) найбільший. Тут розташовані ще 4 скульптури XVIII ст., очевидно, присвячені причетним до ордену єзуїтів людям. Крім того, є скульптурні композиції пізнішого періоду.

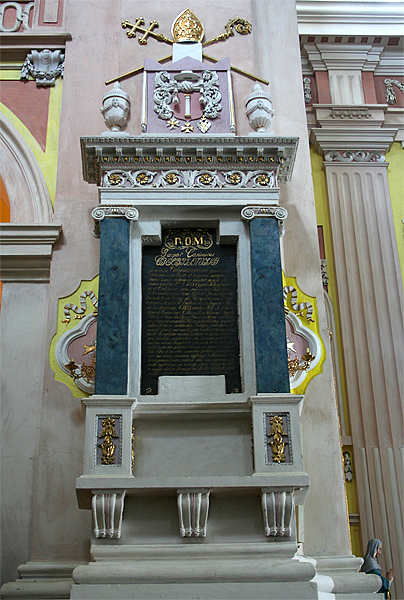
Епітафія К. Цецішовському

У третьому правому вівтарі міститься настінний герб-барельєф єпископа Павла Волуцького. Також тут знаходиться давня дерев'яна сповідальня, виконана на високому рівні. Точно відомо, що ця сповідальня належала цьому костелу, коли інші 3 мають невідоме походження. З початку XIX та ХХ ст. відомі тексти, автори яких захоплювалися амвоном з червоного дерева.

#### Епітафії та меморіальні дошки
У костелі міститься велика кількість епітафій та меморіальних дощок. Найстаріші з них (1824) знаходяться на бічних стінах пресвітерію. На них латинською мовою розповідається про перенесення католицької кафедри з Володимира в Луцьк у 1428 р., про великого князя Вітовта, будівництво кафедрального собору. На іншій дошці написано про розбудову єзуїтського костелу Каспером Цецішовським. Найбільшу увагу привертають епітафії Касперу Цецішовському, Божидару Підгороденському.

#### Художні полотна та розписи
Живописними роботами оздоблені як основна частина храму, так і ризниця з каплицею Пресвятих Тайн.
Деякі полотна свого часу перероблялися, реставрувалися, переносилися з інших костелів Луцька і не тільки. Найстаріші полотна належать до XVIII ст. Автори не встановлені. Деякі з них мають сліди постобробки, щоб підігнати розміри полотна під конкретну нішу. Так, помітно це на іконі св. Франциска невідомго автора та походження, на іконі св. Ієроніма, на іконі «Бичуваний Христос» та інших. Є картини, які одразу писалися для костелу і конкретних ніш. Найстаріші серед таких належать італійцю К. Віллані, 1801.
У ризниці настінний живопис зображає деякі інші костели Луцька: Бернардинський, Домініканський, Кармелітський, Тринітарський.

#### Підземелля

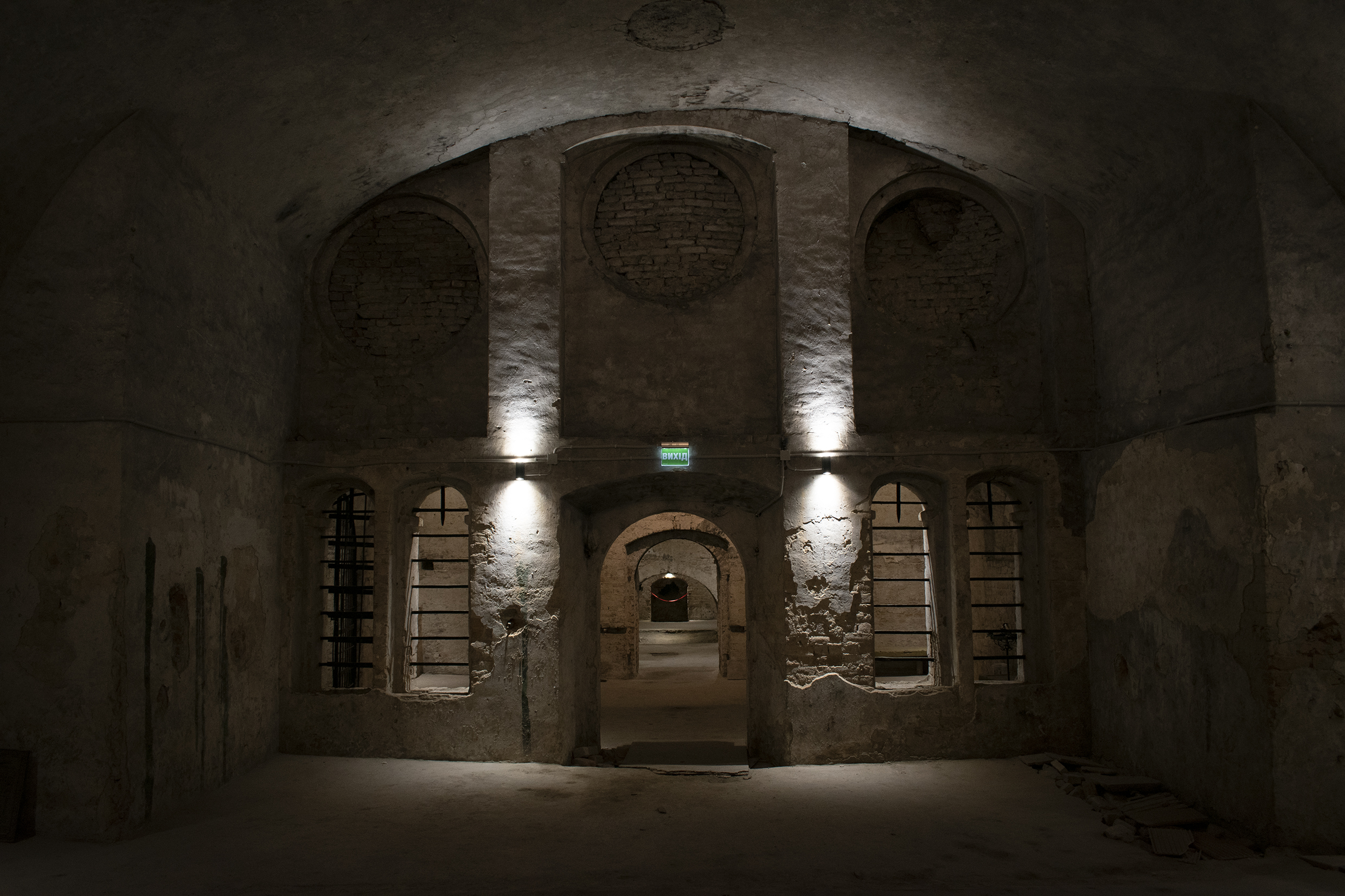
Підземелля

Костел має великі три-чотириярусні підземелля, де знаходяться приміщення різного функціонального призначення. Одну з великих кімнат займав підземний храм. На стінах ще збереглися старовинні фрески та латинські написи, які поки що не вдалося прочитати. Є трапезна, крипта з похованням священнослужителів, та гробниця, де була похована шляхтянка Магдалина. В одному з приміщень підземель знаходиться вузький отвір, який веде у нижню кімнату, де колись тримали ув'язнених. Сама кімната має ще один отвір униз, який знаходиться посередині кімнати. Отвір веде до криниці, з якої брали воду. Це був один зі способів катувань ув'язненого, якому не давали води, а лише відрами біля нього підіймали воду доверху.
Свого часу саме крипта відіграла важливу роль для розуміння історії костелу. Встановлено, що її склепіння зводили повторно. На місці підлоги середньої нави було провалля після якоїсь пожежі. Тут видно різного розміру і часу виготовлення цеглу. Наприклад, в одному з проходів, який вів від костелу в сторону села Забороль, знайдена цегла з позначками «1554» та «1654». В середині минулого століття той прохід мав лише 30 м, далі був обвал. Тоді ж ходи були замуровані старою цеглою. Очевидці кажуть, що один із проходів сполучав підземелля костелу із підземеллями замку Любарта. У 1960-их роках той прохід обвалився, потім його частково замурували і наново заклали замковий майдан. В одному із приміщень другого ярусу були знайдені 8 «гробниць» з червоної міді, які потім здали на металобрухт. Над ними на стінах були кольорові розписи.

## Сьогодні
Сьогодні єзуїтський костел є головним кафедральним собором Луцької дієцезії, яка охоплює Волинську та Рівненську області. Єпископом-ординарієм Луцької дієцезії є Віталій Скомаровський. Єпископ-сеньйор — Маркіян Трофим'як. Колегіум сьогодні використовується Волинським технікумом Національного університету харчових технологій. Під комплексом розміщені підземелля, які відкриті для огляду. Працює екскурсовод. Вхід до підземель знаходиться під баштою з дзвоном на південно-західному фасаді.
Розклад богослужінь:
| День тижня | Час                     |                           |
| ---------- | ----------------------- | ------------------------- |
| Понеділок  | 09:00 (польською мовою) | 18:00 (українською мовою) |
| Вівторок   | 09:00 (польською мовою) | 18:00 (українською мовою) |
| Середа     | 09:00 (польською мовою) | 18:00 (українською мовою) |
| Четвер     | 09:00 (польською мовою) | 18:00 (українською мовою) |
| П'ятниця   | 09:00 (польською мовою) | 18:00 (українською мовою) |
| Субота     | 09:00 (польською мовою) | 18:00 (українською мовою) |
| Неділя     | 08:30 (польською мовою) | 10:00 (українською мовою) |
| Неділя     | 12:00 (для дітей)       | 18:00 (українською мовою) |

## Додаткові відомості

### Костел у творах художників: початок XVIIIст.— початок XXст.

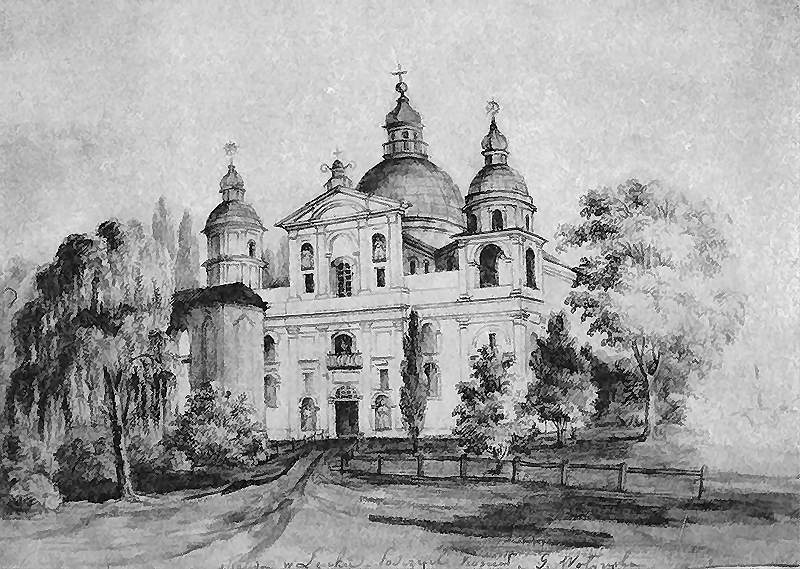
Костел на малюнку Наполеона Орди

Єзуїтському костелу у вказаний період присвячені щонайменше роботи таких авторів:
- Ікона святого Ігнатія невідомого автора. Перша половина XVIII ст.
- Микола Кулеша, літографія, 1852 р.
- Наполеон Орда, літографії, 1862—1876 р.
- Ян Конопацький, акварель, 1879 р.
- Я. Леман, 1915—1916 р.
- інші.

### Пожежі
- 1724
- 1774
- 1780
- 1800
- 1803
- 1818
- 1925

### Єпископи Петропавлівської кафедри
- Турський Фелікс-Павло (1769—1790)
- Нарушевич Адам (1790—1798)
- Цецішовський Каспер (1798—1827)
- Пивницький Михайло (1827—1845)
- Боровський Каспер (1848—1871)
- Козловський Симон-Мартин (1883—1891) † 1899
- Любовидзький Кирило (1897—1898)
- Клопотовський Болеслав-Ієронім (1899—1901)
- Недзялковський Кароль-Антоній (1901—1911)
- Дубовський Ігнатій (1916—1925)
- Шельонжек Адольф-Петро (1925—1950)
- Трофим'як Маркіян (1998—2012)
- Широкорадюк Станіслав (апостольський адміністратор) (2012—2014)
- Скомаровський Віталій (з 2014)

### Усипальниця

#### Поховання представників шляхетських родин
Гулевичі, Кашевські, Ростоцькі, Кобильські, Семашки (Микола), Станішевські, Млодзяновські та інші

#### Єпископи
Каспер Цецішовський, Пйотр Маньковський

## Світлини

Поштова листівка (1910)
Леман (1915)
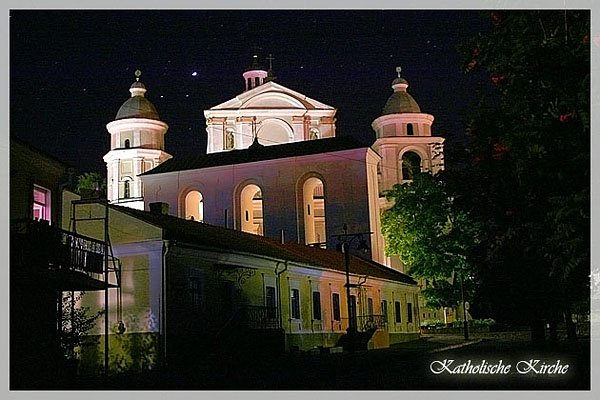
Костел уночі
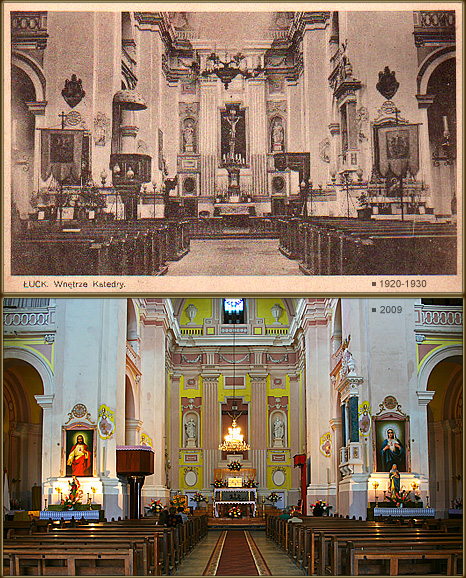
Внутрішній інтер'єр
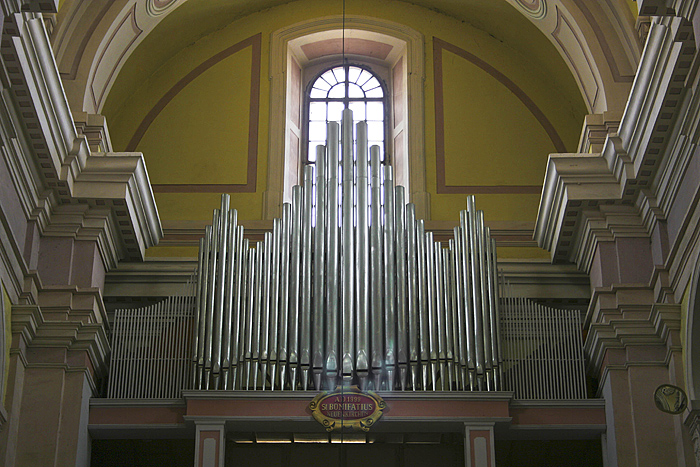
Орган
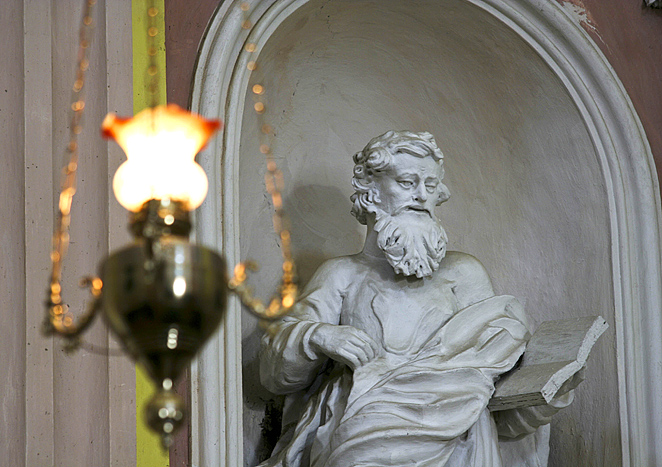
Скульптура Павла з вівтаря
«Тайна вечеря» К.Віллані (1801)
Ікона Святого Амвросія (XVIII ст.)
Трон єпископа і лавки каноніків
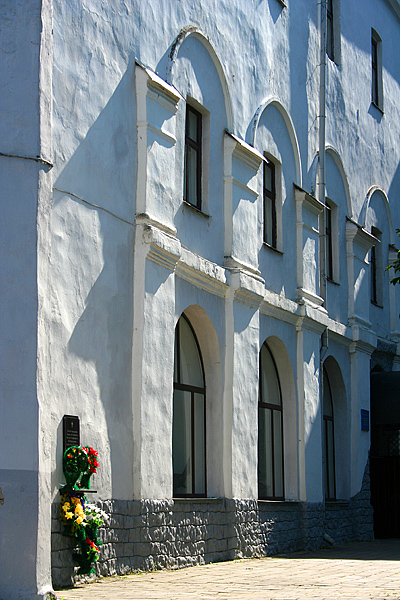
Колегіум
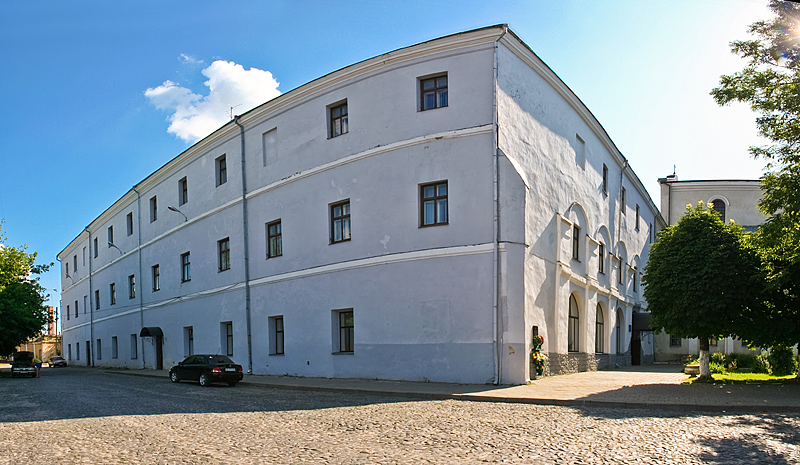
Колегіум з Кафедральної
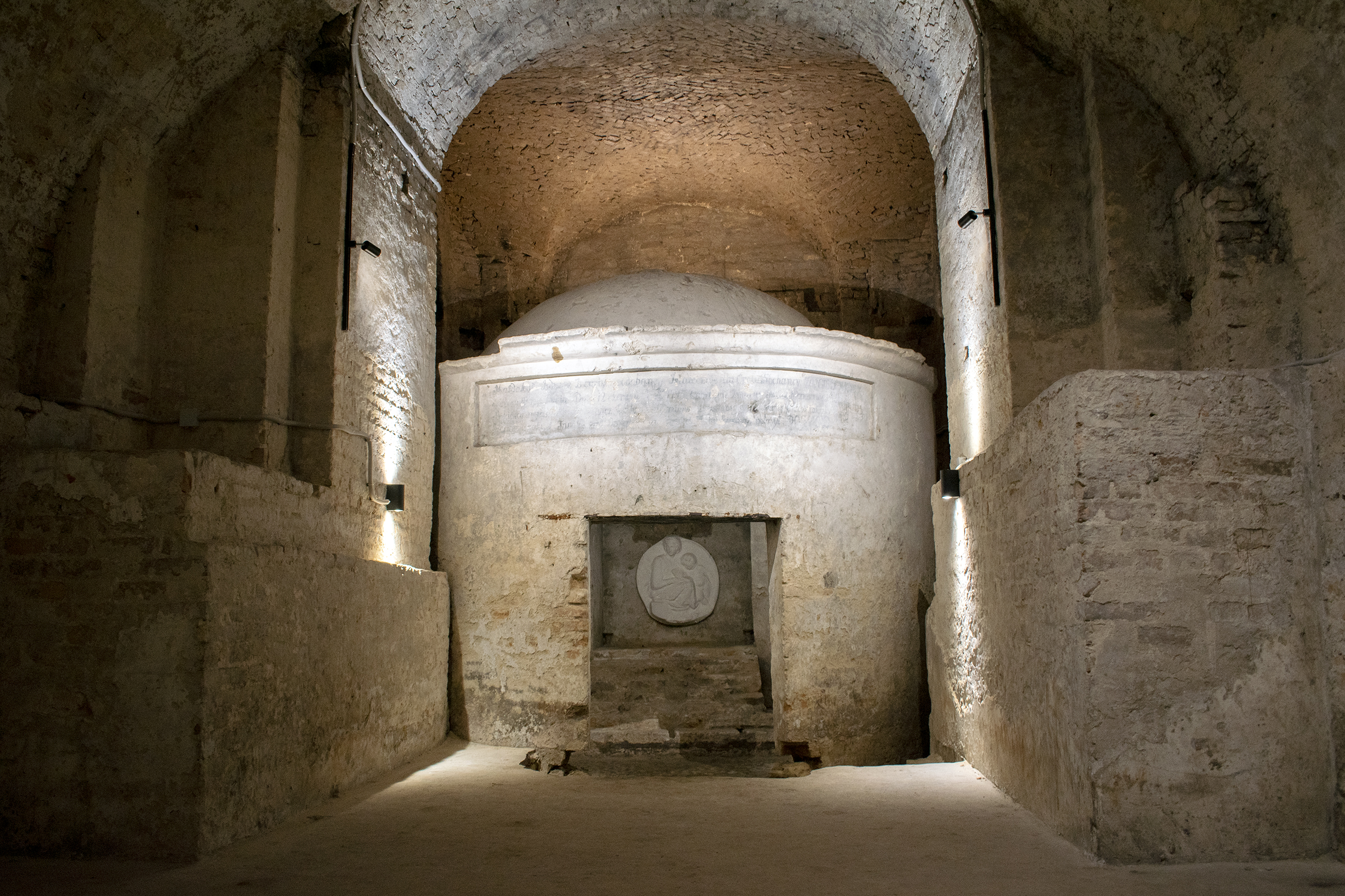
Підземна гробниця шляхтянки Магдалини